# Duché du Grand Fenwick
 (septembre 2023).
Si vous disposez d'ouvrages ou d'articles de référence ou si vous connaissez des sites web de qualité traitant du thème abordé ici, merci de compléter l'article en donnant les références utiles à sa vérifiabilité et en les liant à la section « Notes et références ».
Pour les articles homonymes, voir Fenwick.
Le Grand Fenwick est un pays de fiction. Ce petit duché européen a été imaginé par l’écrivain irlandais Leonard Wibberley dans La souris qui rugissait (The Mouse That Roared, 1955) et se retrouve dans une série de romans postérieurs.
Le Grand Fenwick occupe un territoire de 8 km sur 5 situé dans une dépression des Alpes du Nord. Il jouxte la France et la Suisse et est séparé de la première par le col du Pinot. Il comporte trois vallées (à l'instar de la Principauté d'Andorre). Son point culminant (700 m) est le Mont Fenwick.

## Histoire
Le Grand Fenwick a été fondé en 1370 par Roger Fenwick. Archer ayant combattu sous Edouard III, cet ancien étudiant d’Oxford bagarreur se mit au service de Charles V qui lui confia la mission de conquérir une forteresse alpine. Mais Fenwick, victorieux, s’autoproclama souverain des lieux et repoussa à deux reprises les forces de reconquête françaises, pour la seconde fois en 1450, sous le troisième duc, Sir Roger, lors de la bataille du Col du Pinot ; l’anglais s’imposa dès lors comme langue standard du pays. Un traité d’assistance lie le Grand Fenwick et la Grande-Bretagne depuis 1402. L’autarcie économique (voir ci-dessous) et l’insularité linguistique expliquent l’isolement de l’État et donc le fait que celui-ci ait conservé une civilisation largement médiévale (l’arme de guerre de l'armée Fenwickienne est constitutionnellement l'arc long anglais).
En 1955, ce minuscule État devint le plus puissant du monde après avoir déclaré la guerre aux États-Unis en espérant recevoir après sa propre et inévitable défaite un plan Marshall de la part du vainqueur : il s'empara accidentellement de la bombe Q, une arme pouvant détruire la planète, imposa le désarmement nucléaire mondial et fonda la Ligue des Petites Nations pour faire respecter celui-ci.
Il se lança par la suite à la course à la Lune et devint en 1962 le premier pays à envoyer un vaisseau habité sur notre satellite en utilisant comme carburant un pinot grand cru local ; il en profite pour ramener les équipages des vaisseaux américains et russes en difficulté.
Avec la crise pétrolière des années 1970, on découvre que le duché dispose des plus grandes réserves pétrolières du monde.

## Politique et Institutions
Le Grand Fenwick est une monarchie parlementaire, dirigée par le duc en titre, assistée du Conseil de la liberté (parlement, constitué de 10 membres élus) et d’un conseil privé. Le seul moment de tension dans la vie politique fenwickienne fut la « querelle de la dilution » qui, dans les années 1950, opposa les dilutionnistes (partisan de l’accroissement de la production du vin national par le baptême) et les antidilutionnistes. Lors des élections générales de 1955, le Parti Dilutionniste reçu 5 des 10 députés de même que le Parti Antidilutionniste. Le système parlementaire semble être très ancien au Grand-Fenwick car au Moyen Âge le duc convoquait souvent les « États Généraux du Grand-Fenwick », celui-ci étant composé des représentants de la noblesse (les Comtes d'Azule et de Montjoy ainsi que le duc) et du Tiers état, dix représentants des vignerons et dix des agriculteurs, qui était d'ailleurs désigné sous le sobriquet « les Pinots et les Moutons ».  
Lors de la guerre contre les États-Unis, le Grand Fenwick devient le pays le plus puissant du monde grâce à la possession de la bombe Q et prend la tête d’une coalition de petites nations, appelée Ligue des Petites Nations, qui impose le désarmement mondial. L’actuelle souveraine est Gloriana XII. Descendante directe de Roger Fenwick, elle est née en 1933 ; elle est donc — après le roi Bhumibol de Thaïlande — la doyenne des têtes couronnées du monde. Son prince consort est Tully Bascomb.

## Symboles
- Le drapeau du Grand Fenwick est composé d'une aigle bicéphale de gueule, dont l'un des chefs dit « Nay » et l'autre « Yea », sur fond d'argent. Dans le film The Mouse that roared, la version du drapeau, beaucoup plus chargée, ne respecte pas la simplicité du drapeau telle qu'elle est décrite par Leonard Wibberley.
- Le blason du Grand Fenwick reprend l'aigle bicéphale du drapeau avec les « Nay » et « Yea », sur fond de sable. Dans le film, le blason, plus chargé, comprend un dais et quatre autres blasons dont on ne trouve pas trace dans les livres de Leonard Wibberley.
- L'hymne national du Grand Fenwick est « Men of Fenwick », dont la traduction française est « Enfants du Grand Fenwick ». À défaut d'informations complémentaires dans l'œuvre romanesque de Leonard Wibberley, la pièce de théâtre tirée de The mouse that roared donne le texte ainsi que la partition de l'hymne fenwickien.
- La devise du Grand Fenwick est « Nay Yea ». Ces deux mots figurent sur le drapeau et le blason du Grand Fenwick. Sir Roger Fenwick n'avait au cours de ses années à Oxford retenu que trois choses, dont le fait qu'un Yea pouvait se transformer en Nay à condition de mettre entre ces deux antagonistes un nombre de mots suffisant.

## Économie
Jusqu’au milieu du XXe siècle, le duché du Grand Fenwick jouit d’une tranquillité économique et financière relative. Son système économique est quasi autarcique. En effet, le pays produit pendant des siècles la totalité de ses besoins matériels et tire des bénéfices uniquement de la production du pinot Grand Fenwick, petit vin très apprécié des connaisseurs.
Mais, à la suite de la baisse de la mortalité infantile, le duché ne peut plus subvenir lui-même à ses besoins. Il décide donc de renflouer ses caisses par la vente de séries de timbres postaux à tirages limités. Cette action trouve vite ses limites : à mesure que les Fenwickiens ne trouvent plus d'acquéreur pour leurs timbres, les produire leur coûte plus cher qu’ils ne rapportent. Certains avancent l’hypothèse qu’en coupant le vin avec de l’eau on pourrait ainsi en produire - et donc en vendre - davantage, ce qui entraîne la « querelle de la dilution ».
Après la victoire contre les États-Unis, le Grand Fenwick reçoit trois millions de dollars, ce qui lui permet de réorganiser son économie.
En 1969, le duché perturbe les finances mondiales. Afin d'essayer d'avoir un important paiement de redevance d'une compagnie américaine de chewing-gum en investissant dans des compagnies en faillite, les trouvailles de la duchesse Gloriana à la bourse de New York se révèlent extrêmement fructueuses et, dans une bourrasque de rumeurs et de folies, le duché devient la superpuissance financière.

## Démographie
Léonard Wibberley fournit plusieurs informations sur l'évolution démographique du Duché du Grand-Fenwick.
- « 3 000 âmes » en 1450
- 4 000 habitants en 1900
- 4 500 habitants en 1914
- 6 000 habitants en 1945

Le duché du Grand-Fenwick peut être considéré comme un pays homogène des points de vue de sa composition démographique et culturelle. En effet, la majeure partie de la population est d'origine anglaise et son autarcie prolongée a permis de maintenir cet état de fait. Néanmoins, l'absence de données après l'année 1945 oblige à être prudent sur la persistance de cet état de fait. À partir du début du XXe siècle, la baisse de la mortalité infantile a conduit à une brusque augmentation de la population. Elle a crû de 2 000 habitants en un demi-siècle.

## Apparitions littéraires et cinématographiques
Cette vie débute dans The Mouse that Roared, de Leonard Wibberley, qui voit le Grand Fenwick déclarer la guerre aux États-Unis, lesquels produisent une contrefaçon du vin national, le « Grand Enwick ». L’objectif est de perdre cette guerre, afin d’obtenir l’assistance des États-Unis grâce à un Plan Marshall, et de rétablir ainsi l’économie chancelante de l’État. Mais, au mépris des instructions reçues, le chef du bien discret corps expéditionnaire gagne cette guerre passée inaperçue des citoyens yankees, en s’emparant par accident du prototype de la terrible Bombe Q et de son inventeur à New York. C’est à la suite de cet épisode que le Grand Fenwick prend la tête d’une coalition de petites nations qui impose le désarmement mondial. 
Le succès de La souris qui rugissait a poussé Leonard Wibberley à écrire d’autres paraboles mettant en scène le Grand Fenwick qui traitent elles aussi de problèmes politiques et éthiques contemporains : Beware of the Mouse (1958 ; Prenez garde à la souris), The Mouse on the Moon (1962), The Mouse on Wall Street (1969), et The Mouse that Saved the West (1981).
Dans Prenez garde à la souris, Leonard Wibberley expose la vie du petit duché quatre-vingt ans après sa fondation. L'histoire se passe en l'an 1450 dans un microcosme pacifique sous la houlette de Sir Roger Fenwick III. Cette pacifique existence est troublée par l'arrivée d'un irlandais survivant de la bataille de Formigny qui révèle l'existence d'armes « terribles » (les canons). Le petit duché sombre dans la peur de ne pouvoir lutter contre de telles armes et doit d'ailleurs subir un vigoureux assaut de la part des troupes du roi de France. Néanmoins, le grand arc anéantit de nouveau les troupes françaises et la victoire du col de Pinot confirme définitivement le petit duché dans sa pleine et entière souveraineté.
La souris qui rugissait a fait l’objet d’une adaptation cinématographique en 1959 (scénario de Stanley Mann, direction de Jack Arnold). Peter Sellers y joue trois rôles différents (dont celui de la duchesse Gloriana). En 1963, The Mouse on the Moon a également fait l’objet d’une adaptation sous le nom de La Souris sur la Lune.

## Présentation du Grand-Fenwick
Voici comment Léonard Wibberley présente le Grand-Fenwick, dans le premier chapitre de La souris qui rugissait :

« Le duché du Grand Fenwick se cache dans une dépression des Alpes du nord et réunit, en un paysage accidenté, trois fins de vallées, une rivière, une montagne de 700 mètres - le mont Fenwick - et un château-fort. Dans la région au nord du duché, où les versants des montagnes environnantes jouissent de l’orientation voulue, s’étendent 160 hectares de vignobles. Chaque automne y voit mûrir un petit raisin noir au parfum particulièrement agréable qui donne le pinot Grand Fenwick. La possession de quelques bouteilles de ce cru fameux représente pour les connaisseurs le meilleur brevet de tastevin. En six siècles, la production du pinot Grand Fenwick n'excéda jamais 2000 bouteilles par an. Dans les mauvaises années, ce chiffre se trouve parfois réduit des 3/4, et l’on se souvient encore avec effroi de la désastreuse récolte de 1913 qui, à la suite de neiges tardives et de pluies estivales, ne donna que 300 bouteilles. Cette année-là est restée plus douloureusement gravée dans la mémoire des amateurs que la suivante, où l'explosion de la guerre mondiale fut, pour eux, amortie par la nouvelle que les vignes du Grand Fenwick avaient produit une récolte miraculeuse de petit raisin noir. »

## Anecdotes
- Le Grand Fenwick est annexé par la Ruritania dans le roman Aetheric Mechanics de Warren Ellis (paru uniquement en anglais) en 2008.
- Il est également mentionné dans The New Traveller's Almanac de La Ligue des gentlemen extraordinaires, volume II en 2002-2003.

### Sources
Les informations de cet article sont toutes tirées des livres de M. Léonard Wibberley.
- La souris qui rugissait (édité en anglais sous le titre de The mouse that roared en 1955)
- Prenez garde à la souris (édité en anglais sous le titre de Beware of the Mouse en 1962)
- The Mouse on the Moon (édité en 1962)
- The Mouse on Wall Street (édité en 1969)
- Mouse that Saved the West (édité en 1981)